# Perrine Devahive
Perrine Devahive (25 mei 1994) is een Belgisch mountainbikester. 

## Levensloop
Davahive begon op vijfjarige leeftijd met mountainbiken. Ze won brons op de wereldkampioenschappen van 2016 in het onderdeel trial.
Ze studeerde aan de Universiteit van Luik, alwaar ze een master behaalde in de kinesitherapie en revalidatiewetenschappen.